# 手塚敏郎

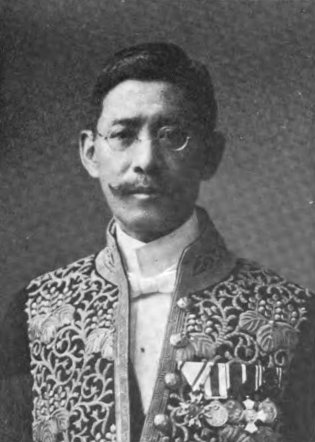
手塚敏郎

手塚 敏郎（てづか としろう、1873年（明治6年）7月1日 - 1933年（昭和8年）10月26日）は、内務官僚、南洋庁長官。

## 経歴
宮崎県児湯郡高鍋町出身。1901年（明治34年）、東京帝国大学法科大学を卒業し司法官試補となった。1903年（明治36年）に検事となり、函館区裁判所、函館地方裁判所、札幌地方裁判所、沼津区裁判所を歴任した。1908年（明治41年）、内務省に転じ、福井県事務官・警察部長、長崎県事務官・警察部長、島根県内務部長を歴任した。
1918年（大正7年）、海軍事務官長・臨時南洋群島防備隊民政部長に任命され、南洋諸島の統治にあたった。
1922年（大正11年）、臨時南洋群島防備隊が廃止され、南洋庁が発足すると、初代長官に就任した。

## 栄典
- 1918年（大正7年）7月31日 - 正五位[1]